# Francisco de Rojas Zorrilla
Francisco de Rojas Zorrilla (Toledo, 4 de octubre de 1607-Madrid, 23 de enero de 1648) fue un dramaturgo español de la escuela de Calderón.

## Biografía
Fue el mayor de los seis hijos del alférez Francisco Pérez de Rojas, antaño escribano en Murcia (oficio por lo general reservado a cristianos nuevos), y de doña Mariana de Besga y Zorrilla, naturales ambos de Toledo. 
Estudió en esta ciudad y en Salamanca y residió en Madrid, adonde se trasladó con su familia cuando sólo tenía tres años. Aprendió a leer con Pedro Díaz Morente, paisano suyo y célebre calígrafo. En 1631 colaboró con un soneto en el Anfiteatro de Felipe el Grande, un volumen en honor de Felipe IV en el que participaron 89 poetas. Fue uno de los mayores seguidores de la escuela dramática establecida en torno a Pedro Calderón de la Barca y amistó con los escritores Antonio Coello, Juan Pérez de Montalbán, Luis Vélez de Guevara y el mismo Pedro Calderón de la Barca; con ellos realizó algunas comedias de varios ingenios.
El 23 de febrero de 1633, con la representación en el Pardo de su comedia Persiles y Sigismunda, compuesta sobre la novela homónima de Miguel de Cervantes, comenzó a destacar entre los dramaturgos áureos, y desde entonces resultó imprescindible para dar lustre a las fiestas y diversiones reales, pues entre 1635 y 1636 se representaron ante Felipe IV y Isabel de Borbón más de 12 obras en que intervino como escritor. En 1637 adornó los festejos para honrar la estancia en Madrid de María de Borbón, esposa del Príncipe de Saboya, y la coronación de Fernando III, cuñado del Rey, como Emperador; en ambas ocasiones se representaron en Palacio sus obras Donde hay agravios no hay celos, El más impropio verdugo y El robo de las Sabinas. En 1637 y 1638 actuó como mantenedor en el vejamen final de las fiestas en honor de la princesa de Charignan y de la duquesa de Chevreuse, y acaso de este vejamen salió el motivo por el cual fue apuñalado alevosamente en 1638, habiéndose divulgado incluso la supuesta noticia de su muerte; pero quien sí falleció ese año fue su padre. Durante su convalecencia escribió la atractiva comedia Don Lucas del Cigarral o Entre bobos anda el juego, comedias de figurón, que tiene su precedente en El Narciso en su opinión (1615), de Guillén de Castro. El 4 de febrero de 1640 se estrenó para inaugurar el Coliseo del Buen Retiro su comedia Los bandos de Verona, inspirada en la misma fuente que Romeo y Julieta de Shakespeare y Castelvines y Monteses de Lope de Vega, el novelista Mateo Bandello. El 21 de noviembre de ese mismo año casó con Catalina Yáñez Trillo de Mendoza. De ella tuvo un hijo, Antonio Juan de Rojas, que fue oidor en la Audiencia de México. Durante años, confundiendo a Francisco de Rojas con otro Francisco de Rojas, alias "el Rapado", los investigadores le atribuyeron una hija natural, Francisca Bezón, «la Bezona», confiada al actor Juan Bezón, que la crio y dio su apellido.

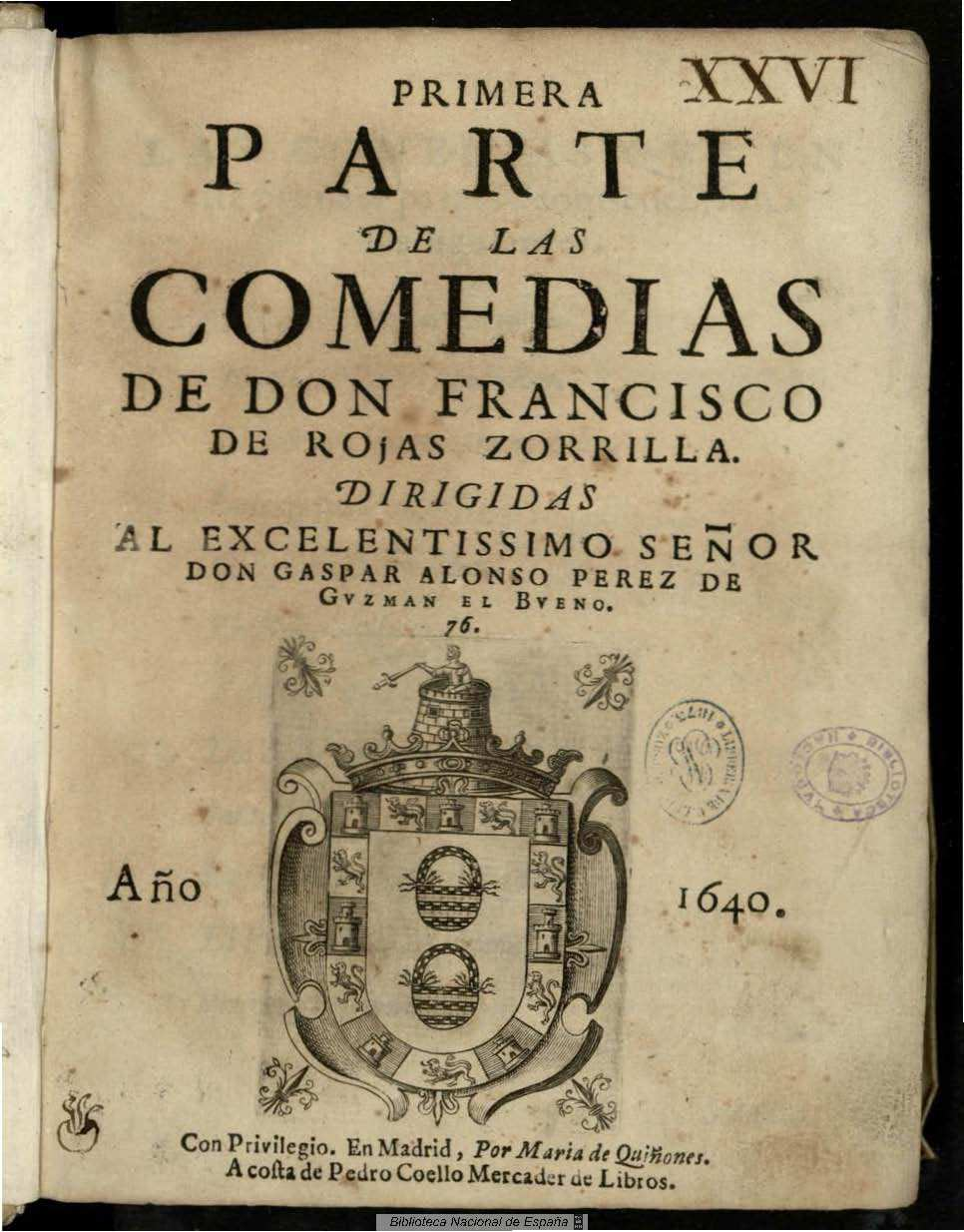
Primera parte de las comedias de Don Francisco de Rojas Zorrilla, en 1640.

El 7 de junio de 1640 se estrenan en el Corpus sus autos El  rico  avariento y Las  ferias  de  Madrid (que  representa  Bartolomé  Romero). En 1641 dejó de escribir comedias y se pasó a los autos sacramentales, porque se pagaban mejor (trescientos o cuatrocientos reales las comedias, mil quinientos cada auto); debía estar corto de dinero, porque además pidió prestados en ese año 800 reales de plata, quizá para pagar testigos favorables en su pretensión de conseguir un hábito. Y lo logró: en ese mismo año, y no en 1643 como se ha escrito, el rey le concedió el hábito de la orden de Santiago. Como hubo problemas por su origen judío con la primera información de don Fernando Peralta y del quisquilloso doctor Álamo, se hizo una segunda. Es falso que en esta última fuera informante a su favor el gran poeta Francisco de Quevedo, como escribió Cotarelo; entonces estaba preso en el Convento de San Marcos de León, como ha aclarado A. Madroñal. Sí es cierto que intercedieron poderosos personajes como el conde de Mora o el marqués de Malpica, y amigos suyos como el dramaturgo toledano Blas Fernández de Mesa, de muy ilustre familia y contador  mayor  de  la  ciudad  de  Toledo, o el regidor de la misma ciudad Alberto  de  la  Palma  Hurtado. Por el contrario testificaron contra él Francisco Francés de Úbeda,  quien  declara  en  1645  que  el  intento  de  Rojas  de  presentarse  como originario  de  San  Esteban de Gormaz es una falsificación y una mentira del pretendiente, pues su familia es de origen toledano y de ascendencia judía, hasta el punto de que algunos parientes habían sido  quemados  por  la  Inquisición  y  tenían  sambenito  colgado  en  iglesias  toledanas.Otros  señalan  a  un  pariente  morisco,  alquilador  de  mulas  o  carpintero. En los últimos años de su vida estrenó hasta once autos sacramentales. Su última obra fue el auto La gran fiesta de palacio, para el Corpus de 1647. Al prohibirse las representaciones teatrales como duelo por las muertes de la reina en 1644 y del heredero príncipe Baltasar Carlos (1646). El 16 de mayo de ese mismo año testificó sobre la muerte de José Calderón de la Barca, un hermano del famoso dramaturgo. La pluma de Rojas Zorrilla cesó y le sorprendió prematuramente la muerte el 23 de enero de 1648, cuando contaba cuarenta años.
En la edición de Entre bobos anda el juego publicada por Lingua Ediciones en 2007, se presenta a Francisco de Rojas Zorrilla como hijo de un militar toledano de origen judío. El licenciado Francisco Francés de Úbeda denunció en 1645 el origen toledano de la familia y su descendencia de un morisco carpintero que vivió en Toledo; también parece ser que algunos parientes suyos habían sido quemados por la Inquisición española y su sambenito permanecía colgado en iglesias toledanas.

## Obra

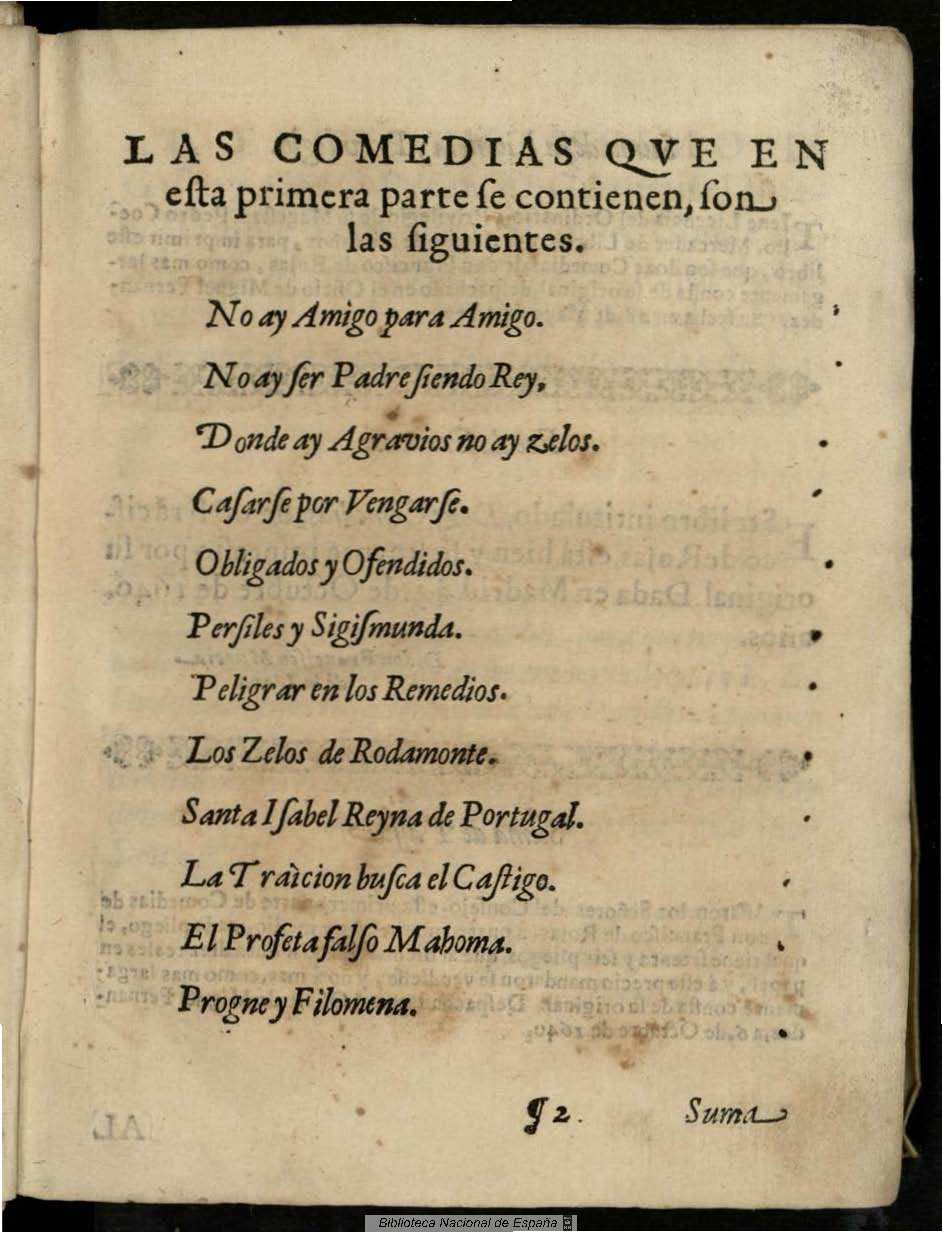
Primera parte de las comedias de Don Francisco de Rojas Zorrilla, obras.

Publicó Rojas dos Partes de su teatro; en la primera (1640), se hallan las comedias:
No hay amigo para amigo,
No hay ser padre siendo rey,
Donde hay agravios no hay celos,
Casarse por vengarse, 
Obligados y ofendidos, 
Persiles y Sigismunda, 
Peligrar en los remedios, 
Los celos de Rodamonte, 
Santa Isabel, reina de Portugal, 
La traición busca castigo, 
El profeta falso Mahoma, 
Progne y Filomena.
En la segunda, (1645):
Lo que son las mujeres, 
Los bandos de Verona, 
Entre bobos anda el juego, 
Sin honra no hay amistad, 
Nuestra Señora de Atocha, 
Abre el ojo, 
Los trabajos de Tobías, 
Los encantos de Medea, 
Los tres blasones de España, 
Los áspides de Cleopatra y 
El más impropio verdugo. 
En otras colecciones o sueltas se publicaron:
Del rey abajo ninguno, 
El Caín de Cataluña, 
Cada cual lo que le toca, 
El médico de su amor, 
Morir pensando matar, 
Murmuraciones de aldea, 
Numancia destruida etcétera. 
En el siglo XIX hizo una edición de casi todo su teatro Ramón Mesonero Romanos para la Biblioteca de Autores Españoles de Rivadeneyra, y en el siglo XX son notables las ediciones de Raymond R. MacCurdy y de Felipe Pedraza.
En total se conservan de su mano una sesentena de piezas, que la Universidad de Castilla-La Mancha pretende editar en conjunto. 
Son 44 obras de autoría segura; otras 13, escritas en colaboración: un total de 57 obras que con toda certeza le pertenecen; por otra parte, hay unos diez textos más que presentan problemas de atribución y autoría, incluido alguno tan famoso como Del rey abajo ninguno; además escribió siete autos sacramentales y dos entremeses. 
A pesar de su temprana desaparición, el número de obras que compuso fue bastante elevado, y además de las dudas sobre la autoría de algunas de ellas, hay también otras que no han llegado hasta nosotros. 
Entre las obras en colaboración, gozaron justa fama las comedias:
El monstruo de la fortuna, de Rojas, Calderón y Juan Pérez de Montalbán; 
La más hidalga hermosura, de Rojas, Calderón y Juan de Zabaleta, y
El catalán Serrallonga, de Rojas, Coello y Vélez de Guevara. 
La temática de estas comedias es varia:
- Mitológicas, como Progne y Filomena o Los Encantos de Medea;

- Dramas de honor, donde destacan Cada cual lo que le toca, Del rey abajo ninguno, también conocida como García del Castañar o El labrador más honrado, El Caín de Cataluña, El más impropio verdugo, Los áspides de Cleopatra, Morir pensando matar;

- De costumbres, como Donde hay agravios no hay celos, Obligados y ofendidos, donde se ofrecen estampas de la vida estudiantil; Lo que son las mujeres, Abre el ojo, Primero es la honra que el gusto, etcétera;

- Autos sacramentales: Galán, valiente y discreto, La viña de Nabot y El gran patio de Palacio;

- Comedias de santos: Santa Isabel, reina de Portugal y La vida en el ataúd;

- De figurón, como en Entre bobos anda el juego o Don Lucas del Cigarral.

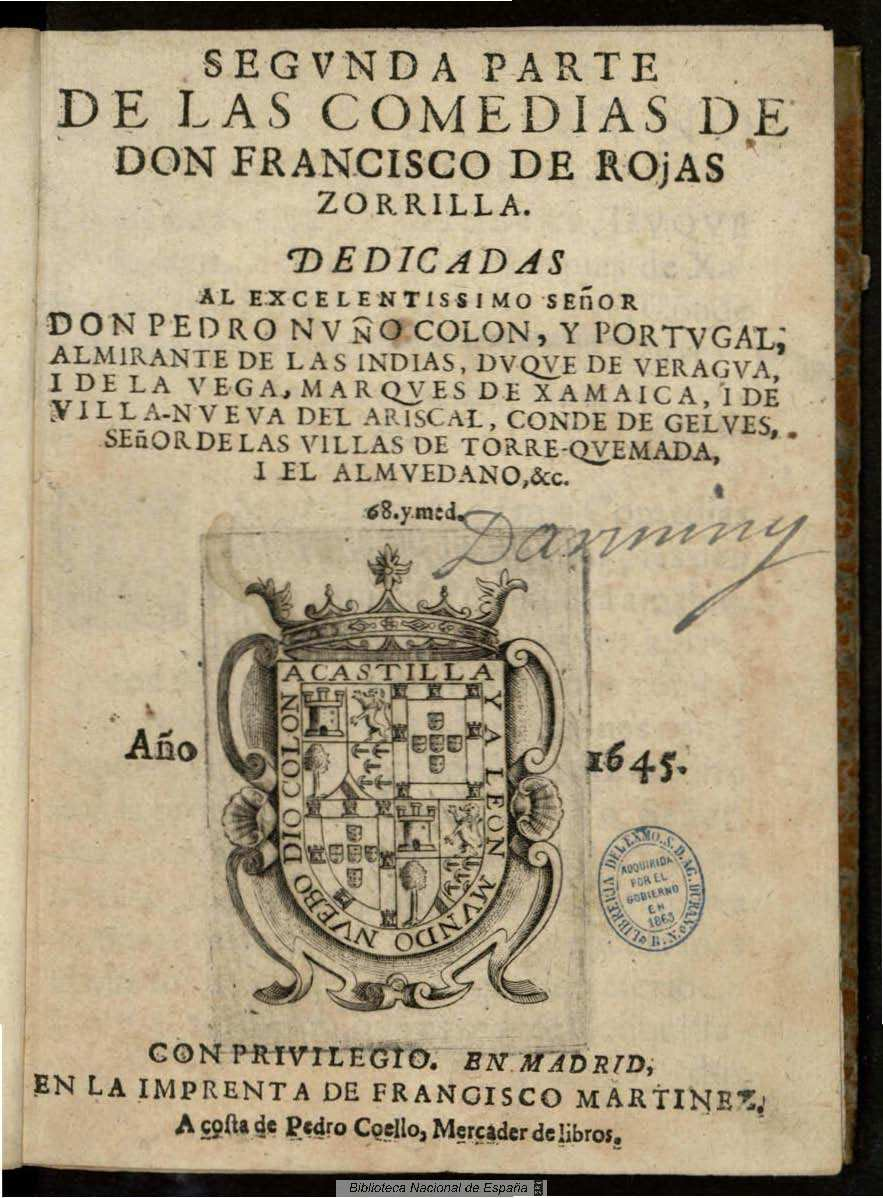
Segunda parte de las comedias de Don Francisco de Rojas Zorrilla, en 1645.

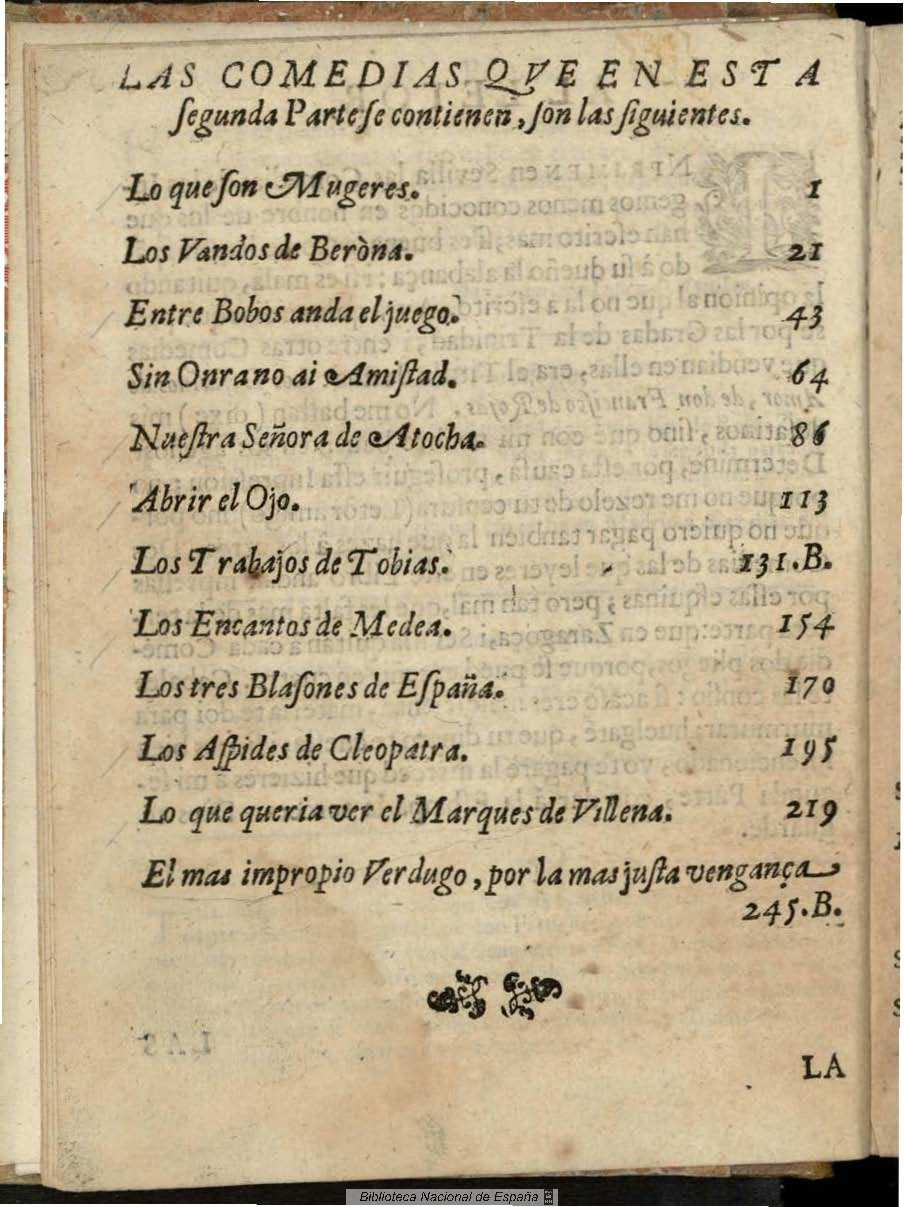
Segunda parte de las comedias de Don Francisco de Rojas Zorrilla, obras.

Las aportaciones de Rojas al teatro clásico español son varias. Poseedor de una profunda vis cómica, patente en desternillantes comedias como Abre el ojo, creó un nuevo subgénero teatral, la comedia de figurón, con Entre bobos anda el juego o Don Lucas del Cigarral, donde se inicia el tema del viejo que intenta casarse con una dama mucho más joven que él que tanto juego dará, por ejemplo, a Leandro Fernández de Moratín más de siglo y medio después; los neoclásicos posteriores apreciaron este género barroco por encontrarlo muy parecido a la francesa comedia de carácter, propicia para finos psicólogos. Se trata de una pieza en torno a un personaje con algún rasgo de personalidad exagerado que le hace ridículo y contra el cual todos los demás personajes conspiran. Puede ser, por ejemplo, un afeminado, algún personaje demasiado orgulloso de su alcurnia o un viejo que pretende casarse y revivir imposibles juventudes, que es el caso característico de la comedia que ejemplifica este subgénero en el teatro de Rojas, Entre bobos anda el juego o Don Lucas del cigarral. Por otra parte, y como ha señalado Américo Castro, abrió nuevos senderos al drama de honor al ofrecer por primera vez en el teatro español libertad de acción a la mujer permitiéndole ser vengadora por sí misma de su honor mancillado, y no a través de familiares cercanos. Con eso la cuestión de la venganza se humaniza y se hace menos abstracta que en Calderón. Por ejemplo, en Cada cual lo que le toca presenta a la mujer como vengadora de su deshonra cuando mata al ofensor, y si bien el marido no podía perdonar una vez conocida la falta, Rojas osó hacerlo y el público, no acostumbrado a esos desenlaces, rechazó la obra.
Del rey abajo, ninguno, o García del Castañar expone cómo el protagonista confunde con el rey a quien ha mancillado su honor marital, decide matar a su mujer y detiene su venganza hasta que se da cuenta de que en realidad ha sido un noble quien le ha engañado. El Caín de Cataluña escenifica el tema de la competencia y celos entre hermanos escenificando los hechos que dieron lugar al fratricidio contra Ramón Berenguer, hijo del conde de Barcelona. Si bien uno de los motivos de celos es el de la primogenitura, Berenguer, hijo segundo del conde, no envidia tanto la posición privilegiada de su hermano Ramón como el cariño que cree no recibir. Estos rasgos psicológicos, y la serie de locuras con las que el personaje manifiesta su desazón al principio de la obra recuerdan al Hamlet de William Shakespeare. Por otra parte, otra tragedia famosa, Morir pensando matar, trata la historia de Rosmunda, reina de los lombardos. 
También escribió Rojas Zorrilla numerosos autos sacramentales, que imitan al gran maestro del género, Calderón, sin lograr sobrepasarle, si bien son interesantes Galán, valiente y discreto, La viña de Nabot y El gran patio de Palacio. Sólo hizo dos comedias de santos: Santa Isabel, reina de Portugal y La vida en el ataúd, todo lo cual indica una cierta indiferencia del autor hacia los temas religiosos
Otras obras que conocieron cierto éxito fueron Donde hay agravios no hay celos; El mejor amigo, el muerto; Persiles y Sigismunda (o Hallarse para perderse), inspirada en la novela bizantina del mismo título de Cervantes; Casarse por vengarse; Los bandos de Verona, que utiliza como fuente la misma novela de Mateo Badello que sirvió de fuente a Romeo y Julieta de Shakespeare y Castelvines y Monteses de Lope de Vega y sirvió para inaugurar en 1640 el Coliseo del Buen Retiro; Los celos de Rodamonte; Numancia destruida; Murmuraciones de aldea; Los áspides de Cleopatra; El robo de las sabinas y Lo que son las mujeres.
Rojas Zorrilla fue muy imitado y refundido por autores dramáticos extranjeros. Jean Rotrou imitó No hay ser padre siendo rey en su Venceslas. Alain-René Lesage arregó en Le point d'honneur No hay amigo para amigo. Obligados y ofendidos inspiró el L'écolier de Salamanca de Paul Scarron y el Les illustres ennemis de Thomas Corneille, y se encuentra también en Le diable boiteux de Lesage, la Eugenia de Beaumarchais y Les Généreux Ennemis de François Le Métel de Boisrobert. Lucas del Cigarral reaparece en el Don Bertrand de Cigarral de Thomas Corneille y en el Don Japhet d'Armenie del ya citado Paul Scarron. Este último, por cierto, se inspira en la comedia de Rojas Donde hay agravios no hay celos (1636) para elaborar su Jodelet ou le Maître valet (1645), que fue readaptado por el dramaturgo inglés William Davenant en su The Man's the Master (1668). La traición busca el castigo inspiró a John Vanbrugh para su False Friend y a Le Sage para su Traître puni.
La recepción escénica de Rojas fue muy afortunada, salvo en el siglo XIX y XX. Durante el siglo XVIII, y sólo en Madrid, Donde hay agravios no hay celos fue la más representada, al menos en 117 montajes, seguida de El monstruo de la fortuna (84), Los áspides de Cleopara (47), La más hidalga hermosura (47), Del rey abajo ninguno (44), El Caín de Cataluña (42), Entre bobos anda el juego (42) etcétera. En total, de sus obras se realizaron 654 montajes, solo en Madrid, y sin contar que varias obras estuvieron varios días en cartel. En general, las obras de Rojas parecían más modernas que las de otros ingenios. Bernardo de Iriarte, quien, a petición del ministro Conde de Aranda tuvo que leerse seiscientas comedias de teatro clásico para encontrar las más arregladas a la poética y compostura dieciochesca, tras salvar veintiún obras de Calderón y once de Agustín Moreto, Rojas Zorrilla fue el tercero con las siete comedias Abre el ojo, Entre bobos anda el juego, Casarse por vengarse, Sin honra no hay amistad, Lo que son mujeres, No hay amigo para amigo y Donde hay agravios no hay celos. Esta última tuvo un particular éxito, no solo en España, sino en el extranjero. Y a mediados del XIX el dramaturgo Antonio Marín Gutiérrez adaptó y amplió a cuatro actos No hay amigo para amigo (1852). 
En el siglo XIX aparecen obras de Rojas en los repertorios de Antonio Vico y Ricardo Calvo: García del Castañar y Entre bobos, además de Los bandos de Verona y Amo y criado, pero están más de moda los títulos de Calderón y Lope de Vega. Se hizo, eso sí, una zarzuela con música de Amadeo Vives, Don Lucas del Cigarral, fruto de la colaboración entre Tomás Luceño y Carlos Fernández Shaw, estrenada en 1899, que no fue repuesta. Valls Volart, con libreto de Ballester, hizo también una refundición zarzuelística de Entre bobos, de la que no se sabe más.
Ya en el siglo XX, se estrenó la comedia lírica Lances de amo y criado, con música del maestro Rafael Calleja Gómez, adaptación de la comedía en cuatro actos Amo y criado de Tomás Luceño), refundición de la pieza de Rojas Donde hay agravios no hay celos, también conocida como El amo criado o Agravios y celos. José García Nieto adaptó el texto de Entre bobos en 1951 con éxito. En 1966 se vuelve a estrenar Entre bobos, que parece la obra predilecta del autor en el siglo XX (se representó también en 1981, 1991 y 1998). En 1978 Adolfo Marsillach resucitó Abre el ojo para la Centro Dramático Nacional, dirigida por Fernando Fernán Gómez, en versión de Caballero Bonald, y fue un éxito. Ya se ha visto que históricamente también lo fue, y que contentó incluso a los descontentadizos neoclásicos. Don Diego de Noche y Obligados y ofendidos se han estrenado también en el último cuarto del siglo.
Como poeta lírico se han conservado solamente obras de circunstancias; un corpus de diez poemas de autoría segura y uno más, satírico, atribuido por el portugués Suppico de Moraes.

## Cronología de estrenos de algunas de sus piezas teatrales
- 1615. Don Pedro Miago
- 1620. Don Diego de noche
- 1623. La loca del cielo
- 1625. La sirena de Nápoles
- 1625. No hay reinar como vivir
- 1633. Persiles y Segismunda
- 1634. El desafío de Carlos V
- 1635. El catalán Serralonga, con Luis Vélez de Guevara y Antonio Coello
- 1635. Peligrar en los remedios
- 1635. El profeta falso Mahoma
- 1635. El villano gran señor
- 1635. Santa Isabel, reina de Portugal
- 1635. Como padre y como rey
- 1635. Lo que mienten los indicios
- 1636. Procne y Filomela, respuesta en ese mismo año y el siguiente
- 1636. Obligados y ofendidos
- 1636. No hay amigo para amigo
- 1636. Selva de amor y celos
- 1636. Donde hay agravios no hay celos, repuesta dos veces en 1637.
- 1636. Casarse por vengarse
- 1640. Los bandos de Verona
- 1640. Las ferias de Madrid
- 1640. El rico avariento
- 1640. Los trabajos de Tobías
- 1641. Abrir el ojo
- 1644. La humildad coronada
- 1644. El tercero de su afrenta
- 1648. El Caín de Cataluña
- 1663. El devoto de la Concepción
- 1676. Los áspides de Cleopatra
- 1686. El tercero de su afrenta[6][7]

### Obras en colaboración
- Con Pedro Calderón de la Barca y Juan Pérez de Montalbán, El monstruo de la Fortuna
- Con Pedro Calderón de la Barca y Luis Belmonte Bermúdez, El mejor amigo el muerto
- Con Pedro Calderón de la Barca y Antonio Coello, El jardín de Falerina
- Con Pedro Calderón de la Barca y Juan de Zabaleta, La más hidalga hermosura

## Ediciones modernas
- Abre el ojo; versión de José Manuel Caballero Bonald. Madrid: Vox, 1979
- Los bandos de Verona. Barcelona: Linkgua, 2005
- Del rey abajo ninguno o el labrador más honrado, García del Castañar edición, introducción y notas de Jean Testas. Madrid: Castalia, 1978
- Donde hay agravios no hay celos: Abrir el ojo; edición, introducción y notas de Felipe B. Pedraza Jiménez y Milagros Rodríguez Cáceres. Madrid: Castalia, [2005]
- Don Gil de la Mancha: comedia clásica de autor desconocido atribuida a Lope de Vega, Rojas Zorrilla y Castillo Solórzano edición de Pedro José Isado Jiménez. Ciudad Real: Área de Cultura, Diputación Provincial, [2002]
- Entre bobos anda el juego; edición y estudio preliminar de Maria Grazia Profeti. Barcelona : Crítica, [1998]
- Morir pensando matar; y La vida en el ataúd; edición, prólogo y notas de Raymond R. Maccurdy. Madrid: Espasa Calpe, 1961.
- Cada cual lo que le toca y La viña de Nabot; ed. de Américo Castro Madrid: Imp. Sucesores de Hernando, 1916.
- Comedias escogidas de Francisco Rojas Zorrilla; ordenadas en colección por Ramón de Mesonero Romanos. Madrid: Atlas, 1952 (treinta comedias)